# John Gregson, Baron Gregson
John Gregson, Baron Gregson (* 29. Januar 1924 in Stockport; † 12. August 2009) war ein britischer Politiker der Labour Party.

## Leben und Karriere
Gregson wurde am 11. Juli 1975 zum Life Peer als Baron Gregson, of Stockport in the County of Greater Manchester, ernannt. Zwischen 1977 und 2003 beteiligte er sich mehrfach an Debatten im House of Lords.
Seit 1996 war Gregson als Schatzmeister der Built Environment Group tätig. Er war auch Ehrenpräsident auf Lebenszeit der Labour Finance and Industry Group.
Er starb am 12. August 2009 im Alter von 85 Jahren.